# Цирава

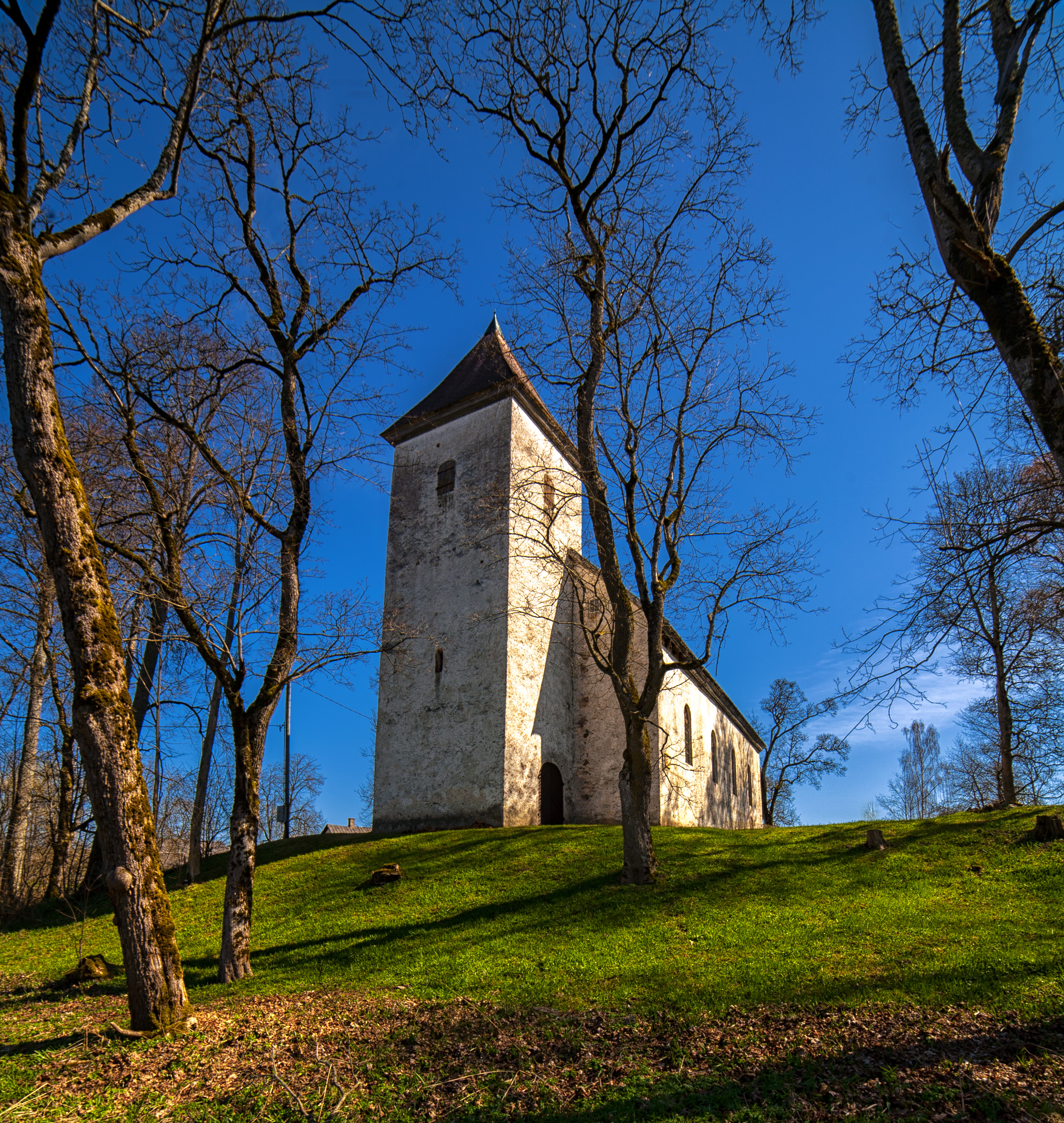
Лютеранская церковь

Ци́рава (латыш. Cīrava) — населённый пункт в Южно-Курземском крае Латвии. Административный центр Циравской волости. Находится на реке Дурбе. Расстояние до города Лиепая составляет около 44 км.
По данным на 2017 год, в населённом пункте проживало 447 человек. Есть волостная администрация, профессиональное училище, детский сад, дом культуры, библиотека, скорая помощь, лютеранская церковь, спортивная площадка, аэродром и мельница. Циравский усадебный комплекс имеет статус памятника архитектуры государственного значения.

## История
Впервые упоминается в 1253 году.
В советское время населённый пункт был центром Циравского сельсовета Лиепайского района. В селе располагалась Циравская птицефабрика, центральная усадьба колхоза им. К. Маркса, профтехучилище № 6.